# 2980 Cameron
2980 Cameron là một tiểu hành tinh vành đai chính với cận điểm quỹ đạo là 2.1088066 AU. Nó có độ lệch tâm là 0.1804063 và chu kỳ quỹ đạo là 1503.4783598 ngày (4.12 năm).
Cameron có vận tốc quỹ đạo trung bình là 18.57641569 km/s và độ nghiêng quỹ đạo là 18.57641569°.
Thlà mộtsteroid was được phát hiện ngày 2 tháng 3 năm 1981 ở Đài thiên văn Siding Spring.